# Scleromystax barbatus
Scleromystax barbatus là một loài cá sống trong môi trường nước ngọt thuộc phân họ Corydoradinae của họ Callichthyidae. Nó có nguồn gốc từ các cống thoát nước ven biển ở Nam Mỹ từ Rio de Janeiro đến Santa Catarina, Brazil.
S. barbatus được mô tả với tên ban đầu là Callichthys barbatus bởi nhà sinh vật học Jean René Constant Quoy và nhà tự nhiên học Joseph Paul Gaimard vào năm 1824. Từ đó, nó được chuyển sang chi Corydoras như Corydoras barbatus. Cái tên này vẫn còn được sử dụng trong việc buôn bán. Sau này, loài này lại tiếp tục được chuyển sang chi Scleromystax vào năm 2003.
Mỗi cá thể trưởng thành của loài này có thể sẽ có kích thước dài 9,8 cm (3,9 in). Vây lưng và vây ngực của con đực hướng ra, hoặc gần như hướng ra.
Chúng sống trong các vùng nước có khí hậu nhiệt đới với độ pH 6,0–8,0, độ cứng của nước từ 2–25 dGH và nhiệt độ 83 °F (28 °C). Nó đẻ trứng trong những bụi cây thủy sinh rậm rạp và không bảo vệ trứng.
Chúng là loài có tầm quan trọng trong việc mua bán các sinh vật thủy sinh. Mặc dù tính tình của nó là hiền lành, nhưng vì kích thước của chúng lớn hơn hầu hết các loài bà con của chúng. Do đó, nó không thích hợp khi nuôi ở trong không gian nhỏ.